# 腾格里额里斯镇
腾格里额里斯镇，是中华人民共和国内蒙古自治区阿拉善盟阿拉善左旗下辖的一个乡镇级行政单位。

## 行政区划
腾格里额里斯镇下辖以下地区：
查拉格日嘎查、塔本陶勒盖嘎查、特莫乌拉嘎查和乌兰哈达嘎查。